# Rừng quốc gia Sierra

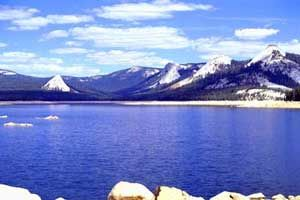
Hồ chứa Courtright

Rừng quốc gia Sierra là một khu rừng quốc gia Hoa Kỳ, nằm ở sườn tây của Trung Sierra Nevada ở bang California, Hoa Kỳ. Rừng này nổi tiếng về cảnh quan phong cảnh núi non và tài nguyên thiên nhiên. Khu vực rừng này có diện tích hơn 1,3 triệu acre (5.300 km²), với độ cao dao động trong khoảng từ 1.000 đến 14.000 foot (300 đến 4.300 m). Khu vực rừng này có các đồi thấp có cây sồi bao phủ, các sườn đồi dốc trung bình có rừng cây và các cảnh núi cao High Sierra.
Khu vực này là một phần của một khu vực lớn hơn được đặt dưới sự quản lý của chính phủ liên bang vào ngày 14 tháng 2 năm 1893 với tên gọi Khu dự trữ rừng Sierra (tiếng Anh: Sierra Forest Reserve), đây là khu dự trữ rừng quốc gia thứ hai ở bang California vào thời đó.
Khu rừng này có một số điểm hấp dẫn như Fresno Dome và Nelder Grove. Nhiều hồ chứa là nơi câu cá như Hồ Bass, Hồ chứa Wishon, và Hồ chứa Courtright. Ngoài ra cũng có một số khu vực đi bộ ở các khu hoang dã như: Ansel Adams, John Muir, Dinkey Lakes, Kaiser, and Monarch.
Đây cũng là khu vực trượt tuyết, Khu trượt tuyết đỉnh Sierra, một khu vực được hoạt động theo một giấy phép sử dụng đặc biệt.